# Wilhelm Erman
Wilhelm Adolf Erman (* 13. Juni 1850 in Berlin; † 19. Mai 1932 in Bonn) war ein deutscher Bibliothekar und Geograph. 

## Leben

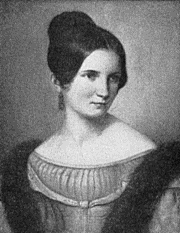
Marie Bessel 1834

Wilhelm Erman war Sohn des Physikers Georg Adolf Erman und seiner Frau Marie Bessel-Erman sowie Bruder des Ägyptologen Adolf Erman und des Juristen Heinrich Erman. Nach dem Besuch des Französischen Gymnasiums in Berlin studierte er von 1868 bis 1872 an der Friedrich-Wilhelms-Universität zu Berlin und der Universität Leipzig Geographie, Klassische Philologie, Sanskrit, Geschichte und Philosophie. Wie alle seine Brüder war er Mitglied der Leipziger Burschenschaft Germania. 1872 wurde er in Leipzig promoviert.
1874 begann er seine bibliothekarische Tätigkeit an der Königlichen Bibliothek zu Berlin. 1879 wurde er dort Kustos, 1886 Bibliothekar. 1889 übernahm er – zunächst kommissarisch, ab 1890 dann endgültig – die Leitung der Berliner Universitätsbibliothek. Von dort wechselte er als Direktor 1901 an die Universitätsbibliothek Breslau. 1907 kam er schließlich an die Universitätsbibliothek Bonn, die er bis zu seiner Pensionierung 1920 leitete. Erman gehörte mit Karl Dziatzko, Otto Hartwig und Fritz Milkau zu den einflussreichsten Beratern Friedrich Althoffs bei dessen Reform des Bibliothekswesens in Preußen. Althoff seinerseits initiierte und förderte die monumentale Bibliographie der deutschen Universitäten. Carl Manfred Frommel wollte sich an die Neuausgabe des „gewaltigen Titelwerks“ wagen, starb aber 1938. Von 1878 bis 1889  war Erman auch in der Geographie wissenschaftlich tätig und gab die Mitteilungen der Afrikanischen Gesellschaft in Deutschland heraus.
Erman heiratete Clara Nitsche, gemeinsam hatten sie sechs Kinder.

## Schriften
- De titulorum ionocorum dialecto. In: Studien zur griechischen und lateinischen Grammatik, Bd. 5 (1872), S. 251–310 (Leipzig, Univ., Diss., 1872).
- Über die Begründung eines Deutschen Bibliothekartages. Vortrag, gehalten am 26. Sep. 1899 in der Section für Bibliothekswesen auf der Philologenversammlung zu Bremen. In: Gutenberg-Jahrbuch. Bd. 80 (2005), S. 185–199.
- mit Ewald Horn: Bibliographie der deutschen Universitäten, 3 Bände. Leipzig 1904–1905 (Digitalisat der UB Rostock); Neudruck Olms, Hildesheim 1965.
- Verzeichnis der Berliner Universitätsschriften 1810–1885 Nebst einem Anhang enthaltend die ausserordentlichen und Ehren-Promotionen. Hrsg. von der Königlichen Universitätsbibliothek zu Berlin. W. Weber, Berlin 1899, Neudruck Georg Olms Verlag, Hildesheim / New York 1973, ISBN 3-487-04922-8.
- Geschichte der Bonner Universitätsbibliothek (1818–1901). Halle a. S. 1919; Nachdruck Kraus Reprint und Harrassowitz, Nendeln/Liechtenstein und Wiesbaden 1969 (Digitalisat der ULB Bonn).
- Schwarzrotgold und Schwarzweißrot. Frankfurt am Main 1925.
- Der tierische Magnetismus in Preussen vor und nach den Befreiungskriegen. Oldenbourg, München und Berlin 1925 (Beiheft 4 der Historischen Zeitschrift).
- Paul Erman – ein Berliner Gelehrtenleben 1764–1851. Verlag des Vereins für die Geschichte Berlins, Berlin 1927 (Schriften des Vereins für die Geschichte Berlins, 53) (Digitalisat der Zentral- und Landesbibliothek Berlin).
- Erinnerungen. Böhlau, Köln 1994 (Veröffentlichungen aus den Archiven Preußischer Kulturbesitz, 38), hrsg. von Hartwig Lohse, ISBN 3-412-08493-X.